# Ayurakitia
Genre
Ayurakitia est un genre de moustiques (Culicidae) de la tribu des Aedini, proche du genre Aedes. Il existe seulement 2 espèces décrites à ce jour, toutes deux originaires de Thaïlande.
Ce genre ne transmet aucun pathogène et n'a donc aucun intérêt en entomologie médicale.

## Taxonomie
Ce genre, créé par Thurman en 1954, a été rétrogradé au rang de sous genre par Mattingly en 1971 dans le genre Aedes. Reinert proposa en 2001 de  ressusciter ce taxon au rang de genre, mais il fut peu suivi par la communauté scientifique.

### Liste des espèces
- Ayurakitia peytoni Reinert, 1972 (Thaïlande, Chine)
- Ayurakitia griffithi Thurman, 1954  (Thaïlande)